# 음바무섬

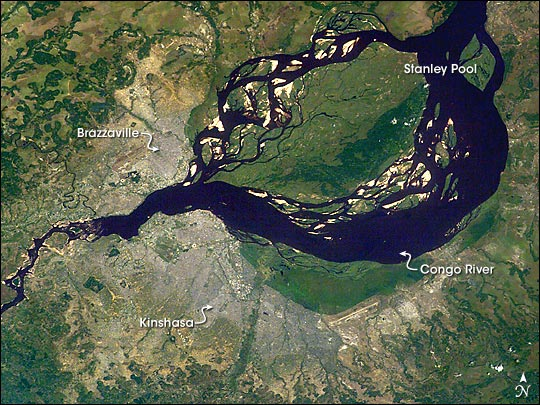

음바무섬(Mbamu)은 콩고 공화국의 섬이다. 말레보호 위에 위치하고 있으며, 남쪽으로는 콩고 민주 공화국의 수도인 킨샤사가, 북서쪽으로는 콩고 공화국의 수도인 브라자빌이 위치한다.